# 장흥 보림사 사천왕상 복장 고봉화상선요
장흥 보림사 사천왕상 복장 고봉화상선요(長興 寶林寺 四天王像 腹藏 高峰和尙禪要)는 전라남도 장흥군 유치면 봉덕리에 위치한 보림사의 사천왕상에 들어 있던 유물이다. 1998년 8월 20일 전라남도의 유형문화재 제195호로 지정되었다.

## 개요
전남 장흥군 유치면 봉덕리에 위치한 보림사의 사천왕상에 들어 있던 유물이다. 『고봉화상선요』는 송나라 고승 고봉의 법문을 모아 엮은 책으로 선(禪)사상의 중심내용을 간추려서 설명하고 있다. 간행된 이후 오늘날에 이르기까지 불교 전문강원의 교과서로 채택되어 많이 읽히고 있다.
이 책이 우리나라에 전래된 연대는 정확히 알 수 없지만 1358년 최초로 간행하였다는 기록이 있어, 그 이전에 이미 전래된 것으로 보인다.
전해지는 여러 판본 중 보림사의 것이 현재 가장 오래된 것으로 보인다.

## 같이 보기
- 고봉화상선요

## 참고 자료
- 보림사사천왕상복장고봉화상선요 - 국가유산청 국가유산포털